# Mossendjo
Mossendjo – miasto w Kongu w Regionie Niari; 16 tys. mieszkańców (2006). Przemysł spożywczy. W mieście funkcjonuje port lotniczy Mossendjo.